# Черето д'Ези
Черето д'Ези (итал. Cerreto d'Esi) насеље је у Италији у округу Анкона, региону Марке.
Према процени из 2011. у насељу је живело 3491 становника. Насеље се налази на надморској висини од 288 м.

## Становништво
Према резултатима пописа становништва 2011. у општини је живело 3.967 становника.
| 1936. | 1951. | 1961. | 1971. | 1981. | 1991. | 2001. | 2011. |
| ----- | ----- | ----- | ----- | ----- | ----- | ----- | ----- |
| 2.928 | 2.814 | 2.572 | 2.266 | 2.719 | 2.819 | 3.308 | 3.967 |